# Cupidaspis beshearae
Cupidaspis beshearae är en insektsart som beskrevs av Howell och Tippins 1977. Cupidaspis beshearae ingår i släktet Cupidaspis och familjen pansarsköldlöss. Inga underarter finns listade i Catalogue of Life.